# Sarpi (Géorgie)
Sarpi (en géorgien: სარფი) est une petite ville d'Adjarie, en Géorgie située à 12 km de Batoumi et à 20 km de Hopa près de la frontière de la Turquie.
C'est une station balnéaire, est la principale entrée des produits importés par la Géorgie ou par la Turquie et située sur la E70.